# Faustino García-Moncó Fernández
Faustino García-Moncó Fernández (* 13. Oktober 1916 in Santander; † 6. Juni 1996 in Madrid) war ein spanischer Politiker.
Als Anhänger des Carlismus schloss er sich nach dem Staatsstreich im Juli 1936 den Rebellen an und nahm an mehreren Militärkampagnen im anschließenden Bürgerkrieg teil. Nach seinem Abschluss in Jura war er sowohl im öffentlichen Dienst als auch in den Vorständen von Banken und Privatunternehmen aktiv. 1965 wurde er von Franco zum Handelsminister ernannt, musste aber 1969 zurücktreten, nachdem er wegen Untätigkeit im Matesa-Skandal (Betrug mit Exportkrediten) verurteilt worden war.

## Leben

### Bürgerkrieg und berufliche Karriere
García-Moncó Fernández, der Anhänger der Carlisten und Mitglied des Opus Dei war, schloss sich 1936 den Aufständischen im Bürgerkrieg an, wo er als alférez provisional in den Reihen der Karlisten (im Tercio de Requetés) und in anderen Einheiten kämpfte. Für seine Teilnahme an den Offensiven in Asturien, Aragonien und Katalonien wurde er mit der Medalla de Campaña, dem Militärverdienstkreuz und dem Kriegsverdienstkreuz ausgezeichnet.
Er studierte Jura an der Universität Oviedo und wurde 1942, drei Jahre nach Ende des Bürgerkriegs, nach einem Auswahlverfahren in den staatlichen Anwaltskorps aufgenommen. 1957 beantragte er jedoch seine Beurlaubung, um als stellvertretender Generaldirektor der Banco de Bilbao zu fungieren. Noch im selben Jahr ernannte ihn der Handelsminister Alberto Ullastres, ein prominenter Technokrat mit Verbindungen zum Opus Dei, zum Unterstaatssekretär für Handel. 1960 kehrte er zur Banco de Bilbao zurück, wo er ein Jahr später zum Generaldirektor befördert wurde, während er gleichzeitig im Vorstand des Instituto Nacional de Industria und als Abgeordneter im Cortes franquistas tätig war.

### Handelsminister (1965 bis 1969)
1965 wurde García-Moncó Fernández zum Handelsminister ernannt, als Nachfolger von Ullastres, dessen engster Stellvertreter er gewesen war und der als Botschafter bei der Europäischen Wirtschaftsgemeinschaft nach Brüssel entsandt worden war. Dieses Amt übte er bis Oktober 1969 aus, als er im Zuge des Matesa-Skandals, einem groß angelegten Exportkredit-Betrug, abgesetzt, vor Gericht gestellt und wegen seiner politischen Verantwortung (schuldhafte Fahrlässigkeit und Nachlässigkeit) verurteilt wurde. Hierbei standen sich 1969 die falangistischen und ihnen nahestehenden Minister (Manuel Fraga Iribarne und José Solis Ruiz) und die katholischen Minister (Federico Silva Muñoz) und Minister mit Verbindungen zum Opus Dei (Faustino García-Moncó Fernández, Gregorio López-Bravo und Laureano López Rodó) gegenüber. Tatsächlich wurden García-Moncó Fernández sowie der Finanzminister Juan José Espinosa San Martín und einige Monate später Mariano Navarro Rubio, der Direktor der Bank von Spanien, von einem Gericht zu einer Geldstrafe von über einer Milliarde Peseten, der Beschlagnahmung ihres Vermögens und der Streichung der Hälfte ihrer Bezüge verurteilt. Das Gericht begründete das Urteil mit der Vorzugsbehandlung von Matesa, dem Fehlen der notwendigen Kontrollen und Garantien zur Wahrung des öffentlichen Interesses, der Unterdrückung von Warnsignalen und der Kapitalflucht. Zwar begnadigte Franco García-Moncó Fernández und die anderen Angeklagten aus persönlicher Überzeugung vor der Vollstreckung ihrer Strafen, jedoch wurden alle Beteiligten anschließend nach und nach ihrer Ämter enthoben.

### Sonstiges
Am Tag nach seinem Rücktritt kehrte García-Moncó Fernández in den Vorstand der Banco de Bilbao zurück, ebenso wie in den Vorstand der Banco Industrial de Bilbao und der Banco de La Coruña. Darüber hinaus saß er in den Vorständen der Unternehmen Fertiberia (Düngemittelhersteller), Naviera de Canarias (Schifffahrtsgesellschaft) und Astilleros Espagnols (Werft) und fungierte als Präsident des Getränkeherstellers Kas. Er war Mitglied des Vorstands der Banco Bilbao Vizcaya, nachdem die Banco de Bilbao und die Banco de Vizcaya fusioniert hatten.